# Tuck Tucker
William Osborne "Tuck" Tucker III (Lynchburg, 20 de agosto de 1961 - California, 22 de diciembre de 2020) fue un escritor, artista, animador, compositor y director estadounidense que se desempeñó como diseñador en Bob Esponja, Rugrats y ¡Oye, Arnold!.

## Primeros años
Tuck Tucker nació en Lynchburg, Virginia. Debido a su bajo rendimiento escolar, sus padres lo enviaron a una escuela privada. Pasaba la mayor parte de su tiempo en casa viendo dibujos animados con su padre y cita estas experiencias como muy especiales para él.

## Carrera
Mientras estaba en la clase de animación, su instructor lo trasladó a Los Ángeles después de graduarse para trabajar en Disney, en películas como La Sirenita que fue su primer trabajo de animación. Posteriormente, se fue a trabajar en programas como Los Simpson de FOX. Luego fue a Nickelodeon a dirigir en Hey Arnold!. Después de eso, pasó a Bob Esponja por su propia elección y ¡Hey Arnold! cerca de terminar. Pasó de ser un artista de guiones gráficos en Bob Esponja: la película, a escribir episodios del programa como escritor y director de guiones gráficos, y luego a ser un director supervisor del guion gráfico. Durante su tiempo en Bob Esponja, ganó el 38.º Premio Annie en 2011 a la Mejor Música en una Producción de Televisión junto a Jeremy Wakefield, Sage Guyton y Nick Carr. Posteriormente, fue a dirigir The Fairly OddParents durante su novena temporada. En enero de 2015, Tucker comenzó a enseñar diseño gráfico y de animación en la Universidad de Longwood en Farmville, Virginia.

## Fallecimiento
Tucker falleció el 22 de diciembre de 2020, a los cincuenta y nueve años.

## Filmografía

### Película
| Año  | Título                                    | Notas |
| ---- | ----------------------------------------- | --- |
| 1987 | Pinocho y el emperador de la noche        | Artista de desglose                                                                                             |
| 1988 | BraveStarr: La película                   | Asistente de animación                                                                                          |
| 1989 | De regreso a Neverland                    | Asistente de animación (sin acreditar)                                                                          |
| 1989 | La Sirenita                               | Desglose y entre artista                                                                                        |
| 1990 | Planeta Flor                              | Desarrollador de conceptos y animador                                                                           |
| 1992 | Tom y Jerry: La película                  | Artista de diseño (sin acreditar)                                                                               |
| 1996 | "Arnold"                                  | Artista de diseño, artista del guion gráfico y director supervisor                                              |
| 1997 | What a Cartoon!                           | Artista de diseño                                                                                               |
| 1998 | Oh Yeah! Cartoons                         | Artista del guion gráfico                                                                                       |
| 1999 | Acera                                     | Artista del guion gráfico                                                                                       |
| 2002 | ¡Oye, Arnold! La película                 | Director |
| 2004 | Craig Bartlett                            | Diseñador de personajes, diseñador de accesorios, temporizador de hojas, artista de guiones gráficos y director |
| 2004 | Liebre y asco en Las Vegas                | Artista del guion gráfico                                                                                       |
| 2004 | The Jimmy Timmy Power Hour                | Consultor creativo                                                                                              |
| 2004 | Bob Esponja: la película                  | Artista del guion gráfico                                                                                       |
| 2005 | Stewie Griffin: La historia jamás contada | Subgerente |
| 2006 | The Jimmy Timmy Power Hour                | Consultor creativo                                                                                              |

### Televisión
| Año             | Título                                      | Notas |
| --------------- | ------------------------------------------- | --- |
| 1988-1989       | ALF                                         | Limpieza del guion gráfico |
| 1990-1993; 1995 | Los Simpsons                                | Artista del guion gráfico (Dancin' Homer Artista de diseño Artista de diseño de personajes(1990) Temporizador de animación (Principal Charming) Artista de diseño de fondo (A Star Is Burns) |
| 1991; 1994–1995 | Rugrats                                     | Artista de diseño de personajes (1991) Artista del guion gráfico (1994-1995) Subdirector(1994)                                                                                               |
| 1992-1993       | Ren y Stimpy                                | Artista de diseño |
| 1993            | Dos perros tontos                           | Artista del guion gráfico |
| 1994–1995       | Aaahh!!! Real Monsters                      | Artista del guion gráfico |
| 1994-1996       | Duckman                                     | Artista del guion gráfico |
| 1996-2004       | ¡Oye, Arnold!                               | Director creativo Director supervisor(1999-2004) Director del guion gráfico (1996-1999) Supervisor de guion gráfico Director (1996-1998; 2001)                                               |
| 2002-2006       | The Adventures of Jimmy Neutron: Boy Genius | Consultor creativo |
| 2005            | Camp Lazlo                                  | Escritor y Artista de Storyboard |
| 2005-2006       | Padre de familia                            | Artista del guion gráfico ( PTV ) Subgerente |
| 2005-2006       | La casa de los dibujos                      | Director |
| 2006-2014       | Bob Esponja                                 | Guionista y director de guiones gráficos (2006-2007) Compositor (2008) Director supervisor del guion gráfico (2007-2014)                                                                     |
| 2006-2007       | Squirrel Boy                                | Artista del guion gráfico |
| 2008            | The Mighty B!                               | Revisionista del guion gráfico |
| 2013-2014       | Los padrinos mágicos                        | Director |
| 2014            | Clarence                                    | Temporizador de hojas, supervisor del guion gráfico y supervisor de revisión del guion gráfico                                                                                               |
| 2015            | All Hail King Julien                        | Artista del guion gráfico |